# Włosków
Włosków – wieś w Polsce położona w województwie łódzkim, w powiecie kutnowskim, w gminie Kutno. Miejscowość wchodzi w skład sołectwa Stanisławów.
W latach 1975–1998 miejscowość administracyjnie należała do województwa płockiego.